# Théodore Teichmann
Jean Théodore Frédéric Teichmann (* 3. August 1788 in Venlo; † 4. Juni 1867 in Antwerpen) war ein belgischer Politiker.

## Leben
Teichmann kam als Sohn von Georges Teichmann und seiner Frau Elisabeth in Venlo zur Welt. Sein Vater war Deutscher und seine Mutter stammte aus der Schweiz. Teichmann studierte an der Universität Lüttich und der École polytechnique in Paris. Anschließend war er als Ingenieur für die Regierungen von Frankreich und den Niederlanden tätig. 
Nach der Belgischen Revolution übernahm er das Amt des Generalinspekteurs für Brücken und Straßen, war jedoch auch mehr und mehr in der Politik tätig. 1831 wurde er zum Innenminister ad interim ernannt und war von 1832 bis 1834 Abgeordneter für das Arrondissement Brüssel. Teichmann wurde 1833 zum Interimsgouverneur von Antwerpen ernannt und 1845 zum Gouverneur. Von 1847 bis 1848 saß er auch als Senator im Belgischen Senat, musste dieses Amt jedoch niederlegen, als ein Gesetz über die Unvereinbarkeit der Mandate in Kraft trat. 
Als Gouverneur engagierte sich Teichmann vor allem für die Verbesserung der Verkehrsinfrastruktur der Provinz Antwerpen. Obwohl selbst französischsprachig, setzte er sich zudem dafür ein, dass der Jahresbericht über die Provinzverwaltung auch auf Niederländisch veröffentlicht wurde und befürwortete die Ernennung von mehr niederländischsprachigen Beamten, was in der Regierung für Missfallen sorgte. 1862 musste Teichmann seinen Rücktritt einreichen.
Nachdem seine erste Frau Jenny Cooppal 1816 verstorben war, heiratete Teichmann ihre Schwester Marie, mit der er vier Töchter hatte. Seine Tochter Constance (1824–1896) erlangte Bekanntheit durch ihr kulturelles und soziales Engagement. 